# Nanobot
Unter Nanobots oder Nanorobotern (auch Naniten) versteht man – hypothetische – autonome Maschinen (Roboter) oder molekulare Maschinen im Kleinstformat als eine der Entwicklungsrichtungen der Nanotechnologie.
Nanobots, die zur Manipulation einzelner Atome und Moleküle fähig sind, werden auch Assembler genannt. Eine wichtige Idee im Zusammenhang mit diesen ist die Möglichkeit der Selbstreplikation.

## Allgemein
Heute mögliche Prototypen haben die Größe von Blutkörperchen oder darunter und sind zur Fortbewegung befähigt. Solchen Maschinen wird eine große Zukunft in der Medizin vorausgesagt, da sie selbsttätig beispielsweise im menschlichen Organismus auf der Suche nach Krankheitsherden (wie Krebszellen) zu deren Beseitigung unterwegs sind.
Für medizinische Anwendungen wären auch lange, dünne, faserförmige Nanobots geeignet, die zwischen den Körperzellen oder in den Blutgefäßen verlaufen. Dadurch könnte es möglich werden, einem Patienten von außen gezielt Medikamente oder Substrate zuzuführen und Information über den Status quo von Zellen oder Geweben zu erhalten. Diese Anwendung der Nanobots wäre eine direkte Weiterentwicklung der minimalinvasiven Chirurgie. Die Positionierung und Steuerung von frei schwimmenden Nanobots wäre dann nicht mehr notwendig.

## Anwendungsmöglichkeiten
Denkbare Anwendungsgebiete und -möglichkeiten sind unter anderem:
- Medizin: Krebsbeseitigung, Nachbau von Knochen, Muskeln und Organen, Operationen
- Produktion: Herstellung von Produkten, nur die richtigen Atome müssen vorliegen → Müll als Rohstoff
- Rechnernetze und Überwachung durch „intelligenten Staub“
- Militärische Anwendungen: Naniten könnten nicht nur zur Überwachung und Spionage eingesetzt werden, auch die Herstellung von benötigten Produkten wäre möglich. Aber auch der Einsatz als Waffe wäre nicht auszuschließen.
- Dynamic Physical Rendering: Catoms, im Prinzip eine formvariable Materie.
- Weltraumforschung: zum Beispiel als Von-Neumann-Sonden, die Nanobots könnten mit modifizierten Teilchenbeschleunigern oder Gaußkanonen im Vakuum aus der Erdumlaufbahn gestartet werden und/oder den Lichtdruck als Antrieb nutzen

## Forschung
Es gibt detaillierte Analysen zur Gefährlichkeit von solchen Szenarien. Im Juni 2004 veröffentlichte das Institute of Physics einen Beitrag von Eric Drexler, in dem er herausstellte, dass Schwärme von autonomen, selbstreplikativen Nanobots weder notwendig noch wünschenswert sind zur Realisierung von molekularer Fertigung. Stattdessen legt er Gründe für den Einsatz autoreproduktiver Fertigungssysteme dar. Ein detaillierter Entwurf für ein solches Alternativsystem stammt von Chris Phoenix. Der Verzicht auf autonome, selbstreplikative Nanobots setzt jedoch voraus, dass alle an der Entwicklung von Nanobots beteiligten Personen verantwortungsbewusst und wohlwollend sind.
Eine in der Fachzeitschrift Nature Biotechnology erschienene Arbeit beschreibt den Einsatz eines „DNA-Nanoroboters“ bei Tumoren in Mäusen. Faktisch handelt es sich um eine Form des Drug Targetings.

## Fiktion
Nanobots sind auch Gegenstand der Fiktion:
- Im Jahr 1955 beschrieb Philip K. Dick in seiner Kurzgeschichte Autofac (deutsch: „Autofab“ oder „Krieg der Automaten“) die von den Menschen unerwünschte Entwicklung von um die Rohstoffe konkurrierenden Robotern zu Nanorobotern.
- Der Roman Der Unbesiegbare von Stanisław Lem aus dem Jahr 1964, behandelt einen Planeten, der von Schwärmen derartiger Wesen bevölkert wird. Der Roman Fiasko im Jahr 1986 greift die Idee unter einem anderen Gesichtspunkt erneut auf.
- Das von Eric Drexler in seinem Buch Engines of Creation geprägte Schlagwort des Grey goo[4] (etwa: „grauer Schleim“) hat eine gewisse Popularität gewonnen: Damit gemeint sind Myriaden von amoklaufenden und selbstvermehrenden, aggressiven Nanobots, die in kürzester Zeit alle Dinge auf der Erdoberfläche konsumieren.[5]
- Im Roman Trinity Blood von Sunao Yoshida werden vier Menschen, die auf den Mars geschickt wurden, um die Kolonialisierung zu überwachen, Nanobots eingepflanzt die ihnen überirdische Kräfte verleihen, wenn sie die Nanobots aktivieren.
- Die Borg, eine fiktive Rasse von Cyborgs der Science-Fiction-Reihe Star Trek, nutzen Nanobots (dort „Nanosonden“) zur Assimilation von lebenden Organismen. Diese bauen den Organismus so um, dass er sich in einen Borg verwandelt, wobei die von den Nanobots erzeugten Implantate Körper und Bewusstsein der Opfer durch eine ständige Verbindung zum Borg-Kollektiv fast vollständig kontrollieren.
- In der Star-Trek-Serie Raumschiff Enterprise – Das nächste Jahrhundert werden in der ersten Folge der dritten Staffel (Die Macht der Naniten) bei einem schiefgelaufenen Experiment verbesserte Naniten freigesetzt, die gelernt haben, sich zu reproduzieren. Im Laufe der Folge übernehmen die Naniten die Kontrolle über das Raumschiff und lernen sogar, mit den Menschen an Bord zu kommunizieren.
- Im Stargate-Universum (Stargate: SG1, Stargate Atlantis, Stargate: The Ark of Truth) gibt es ein ganzes Volk, das aus Naniten besteht, die Replikatoren bzw. Asuraner. Außerdem wurden sie dort einmal als Nanovirus, welches Halluzinationen und Hirnaneurysmen mit Todesfolge hervorruft, als Alterungsbeschleuniger und als medizinische Heilungsmethode eingesetzt.
- In der Neuverfilmung von Der Tag, an dem die Erde stillstand besteht GoRT nur aus Naniten, welche jedes Material in Sekundenschnelle zersetzen und sich damit reproduzieren können.
- Im 2009 veröffentlichten Film G.I. Joe – Geheimauftrag Cobra stellen Nanoroboter eine gefährliche Massenvernichtungswaffe dar, die durch einen korrupten Waffenhändler missbraucht werden.
- In dem Pen-&-Paper-Rollenspiel Shadowrun werden Nanobots (hier auch Naniten oder „Nanoware“) in der Medizin, Produktion, zu Spionagezwecken, als Waffen sowie im Körper eingesetzt, um die Körperfunktionen zu optimieren oder unter anderem eine immer neu einstellbare Tätowierung zu präsentieren.[6]
- Im Ego-Shooter Crysis werden Naniten, die in den sogenannten „Nanosuits“ gespeichert sind, zur Verstärkung der Menschlichen Fähigkeiten eingesetzt. Damit ist es dem Helden des Spiels z. B. möglich weitaus höher zu springen oder gegen Gewehrkugeln unempfindlich zu sein
- Der Roman Beute von Michael Crichton befasst sich mit außer Kontrolle geratenen Nanorobotern
- Der Roman Herr aller Dinge von Andreas Eschbach handelt von einem aus Japan stammenden Wissenschaftler, der durch sich selbst replizierende Roboter alle Menschen reich machen möchte. Das soll möglich werden, indem alle Arbeit von diesen Robotern übernommen wird
- Der Roman Diamond Age von Neal Stephenson beschreibt detailliert eine nanotechnologisierte Zukunft
- Im 2014 erschienenen Film Transcendence kommt Nanotechnologie zum Einsatz. Der Wissenschaftler Will stirbt aufgrund eines Anschlags. Sein Geist und seine Erinnerungen werden in ein Rechenzentrum hochgeladen und er beginnt als künstliche Intelligenz sich selbst zu entwickeln. Die Technologie entwickelt sich so weit, dass Nanoroboter durch Wolken in das Trinkwasser gelangen und sich auf der Erde ausbreiten. So ist Will überall anwesend und kann überall Einfluss nehmen. Mit Hilfe von Biotechnologie nimmt Will durch die Nanoroboter auch auf Menschen Einfluss und kann diese durch Vernetzung kontrollieren.
- Die Handlung der Fernsehserie Revolution beruht auf weltweit verbreiteten Nanobots, die, je nach ihrer Programmierung, in beliebigen Bereichen der Erde, oder auch auf der ganzen Erde, die Nutzung von elektrischen Geräten verhindern können.
- Filme Agent Cody Banks 1–2
- in der 10. Folge der 6. Staffel der Fernsehserie Akte X – Die unheimlichen Fälle des FBI aus dem Jahr 1999 mit dem Titel S.R. 819 werden Menschen mit Nanotechnologie infiziert und dadurch kontrollierbar gemacht. In Kevin J. Andersons Akte X-Roman Antikörper, der zwei Jahre zuvor erschien, entwickelt Nanotechnologie ein tödliches Eigenleben.
- Im 2018 veröffentlichten Buch Thalamus von Ursula Poznanski geraten Nanobots außer Kontrolle, die zu Heilungszwecken im Gehirn von Patienten eingesetzt wurden.
- Im Film Keine Zeit zu sterben befindet sich James Bonds Gegenspieler Safin im Besitz einer Massenvernichtungswaffe, die einen DNA-basierten, tödlichen Nanobotvirus freisetzen kann.
- In der Tatort-Folge Unsichtbar wird das Schmerzempfinden der Opfer mit Nanobots manipuliert.